# Dictyna saltona
Dictyna saltona là một loài nhện trong họ Dictynidae.
Loài này thuộc chi Dictyna. Dictyna saltona được Ralph Vary Chamberlin & Willis J. Gertsch miêu tả năm 1958.